# 勒图
勒图（法語：Le Thou，法語發音：[lə tu]）是法国西部滨海夏朗德省的一个市镇，属于罗什福尔区。

## 地理
勒图（46°5'1"N, 0°55'0"W）面积19 平方千米，位于法国新阿基坦大区滨海夏朗德省，滨海夏朗德省的北部，省会拉罗谢尔以东大约16公里。
与勒图接壤的市镇（或旧市镇、城区）包括：艾格尔弗耶多尼、巴隆、锡雷多尼斯、克鲁瓦沙波、福尔日、朗德赖、泰雷。
勒图的时区为UTC+01:00、UTC+02:00（夏令时）。

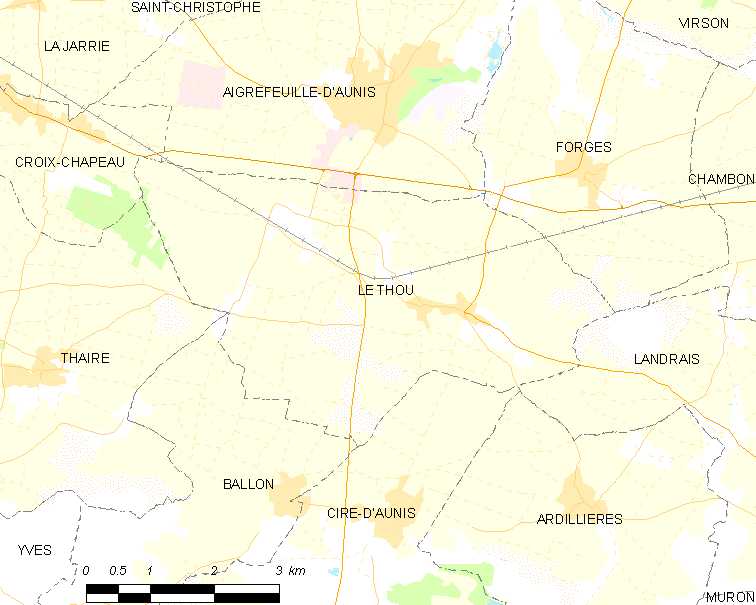
勒图的OSM定位图

## 行政
勒图的邮政编码为17290，INSEE市镇编码为17447。

## 政治
勒图所属的省级选区为叙热尔县。现任勒图市长为克里斯蒂安·布吕尼耶（Christian Brunier）先生，任期为2020-2026年。

## 交通
连接普瓦捷和拉罗谢尔的铁路经过勒图境内，并设有艾格尔弗耶-勒图站。

## 人口

1962-2008年间勒图人口变化图示

勒图于2022年1月1日时的人口数量为2085人。